# Disturbio de Brixton de 1981

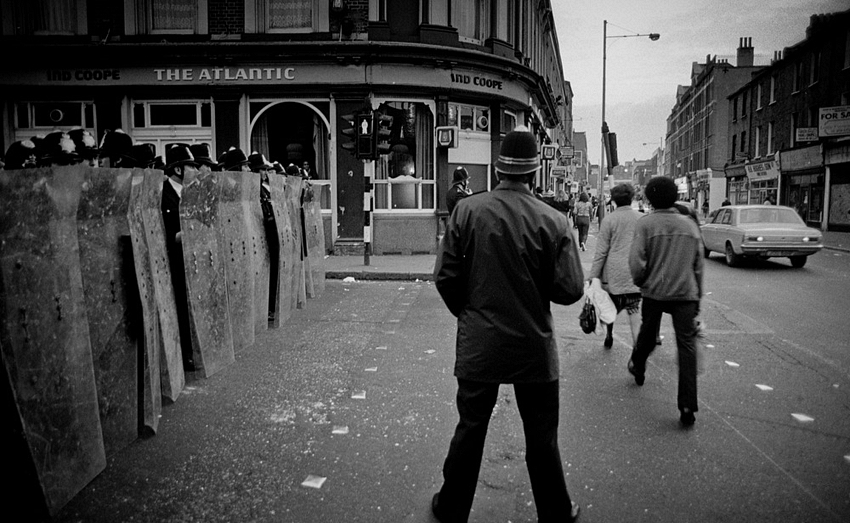
Disurbio de Brixton en el año 1981. Londres, Inglaterra.

El disturbio de Brixton de 1981 fue un disturbio que tuvo lugar en Londres, Inglaterra, el 11 de abril de 1981. Fue uno de los disturbios más serios que hubo en Londres en el siglo XX, resultando en 279 policías heridos y 45 heridos entre el público; alrededor de un centenar de vehículos fueron quemados, incluyendo en estas cifras 56 coches de la policía; unos 150 edificios fueron dañados, 30 de ellos quemados. Los informes hablaban de que unas 5.000 personas participaron en el disturbio.

## Trasfondo
Brixton, en el sur de Londres era, y de algún modo se podría decir que aún lo es, un área de profundos problemas económico-sociales -alto desempleo, alta criminalidad, pobres viviendas, carencia de servicios sociales- en una zona con una predominante comunidad negra. En este barrio, la policía no era bien recibida, se sentía como distante, debida a la actitud reaccionaria de la gente. Un intento por parte de la autoridad de control preventivo del crimen incrementó mucho la tensión. El Metropolitan Police Service empezó la Operación Swamp 81 a principios de abril, con el propósito de reducir el crimen en las calles, principalmente con la aplicación severa de la así llamada Sus law ("Ley de Sospechosos"), que permitía a la policía parar y registrar a individuos por la mera sospecha de que estén haciendo algo malo. Agentes de la policía de paisano se trasladaron a Brixton y en cinco días, registraron a casi un millar de personas. La comunidad local no fue consultada y la presencia policial en las calles hizo que la tensión llegara a un punto de rotura. Los residentes locales se quejaban de que los agentes que se enviaron a Brixton eran jóvenes y sin experiencia, y que provocaban la confrontación.

## Comienzo de los disturbios
En la tarde del día 10, alrededor de las 17:15, un joven negro que había sido apuñalado estaba siendo atendido por una patrulla de policía en Atlantic Road. Al mismo tiempo en que el joven era ayudado, se juntó una gran multitud, que, al ser trasladado el joven a un coche en Railton Road, intervino: la policía fue atacada hasta que llegaron más agentes de policías y el joven fue trasladado a un hospital. Parece ser que la multitud creyó que la policía en vez de auxiliar al chico apuñalado, lo había parado e interrogado. Los rumores de que la policía estaba dejando al joven morir en mitad de la calle se extendieron por la ciudad, de modo que unos 200 jóvenes, negros y blancos, según se informó, empezaron a increpar a los agentes. Como respuesta, y a pesar de la tensión existente, se incrementó el número de patrullas de agentes a pie en esa calle y se continuó con la Operación Swamp 81 durante la noche de ese viernes día 10 y el día siguiente, sábado 11 de abril.

## El disturbio
Durante la noche del 10 al 11, la policía reforzó considerablemente su presencia en el área. De acuerdo a los informes. El rumor que corría por la calle es que el chico había muerto a causa de la brutalidad policial, lo que provocó un aumento de la multitud que allí se fue reuniendo durante el día. Así, la tensión detonó a las 16:00, cuando dos agentes pararon y registraron un minitaxi en Railton Road. Se informaba en ese momento que la Brixton Road (la calle principal de Brixton) se estaba llenando de gente enfadada que tiraba ladrillos a los coches de policía. La escalada de tensión germinó sobre las 17:00. El noticiario de las 9 de la BBC de ese día informó de 46 agentes heridos, 5 graves. Las tiendas eran saqueadas en Railton Road, Mayall Road, Leeson Road, Acre Lane y Brixton Road. Según los informes esto empezó sobre las 6 de la tarde. Se informó de que había saqueos organizados por individuos blancos de fuera del barrio. A las 18:15 la brigada de incendios recibió el primer aviso, al ser incendiada una furgoneta de la policía en Railton Road, advirtiéndose a los bomberos que el "disturbio estaba en progreso". La brigada de bomberos llegó al cordón policial, que les envío Railton Road abajo, sin avisarles de que iban hacia 300 jóvenes armados con botellas y ladrillos a la altura de esta calle con Shakespeare Road, que les lanzaron piedras y botellas. También se informó de que a las ambulancias les tiraban ladrillos.
La policía emitió llamadas de emergencia a agentes de policía en todo Londres, pidiendo ayuda. La policía a la que le ordenaron limpiar las calles de rebeldes no tenía una estrategia o equipamiento aparte de cascos inadecuados y escudos que no estaban a prueba de fuego. También se informó de dificultades en la comunicación policial por radio. Procedieron a empujar a los rebeldes calle abajo formando barreras de escudos. Los rebeldes respondieron con ladrillos, botellas, y cócteles Molotov.
Gente blanca y negra que no intervenía en el disturbio intentaba mediar entre la policía y los alborotadores, pidiendo que la policía se fuera del área. Los esfuerzos destructivos de los alborotadores llegaron a su punto álgido a los 20:00, cuando todos los intentos de mediación habían fracasado. Dos bares, 26 negocios, escuelas y otras estructuras se incendiaron con el transcurso del disturbio. Centenares de residentes locales estaban atrapados en sus casas, bloqueados tanto por la policía como por los alborotadores. Se informó que una familia blanca fue atracada en su casa a punta de navaja, mientras que una mujer joven fue violada en su casa por un intruso.
Sobre las 21:30, alrededor de 1000 policías habían sido enviados a Brixton, ganando terreno a los alborotadores. Hacia la 1 de la madrugada del 12 de abril ya no quedaban más grupos grandes en las calles, a excepción de la policía, que había controlado la mayor parte de la zona. La brigada de bomberos se negó a volver a la zona hasta la mañana siguiente. El número de agentes aumentó hasta 2.500, de modo que a primeras horas del domingo 12 el alboroto se había disipado.

## Consecuencias
Durante los disturbios, 299 policías fueron heridos, y por lo menos 65 civiles. 61 vehículos privados y 56 de la policía fueron dañados o destruidos. 28 edificios fueron quemados y otros 117 dañados y saqueados. Se arrestó a 82 personas.
Entre el 3 y el 11 de julio de ese año, hubo más rebeliones alimentadas por los problemas raciales y económicos en Handsworth, Southall, Toxteth y Moss Side. Otros puntos de pequeños disturbios en esos días fueron Leeds, Leicester, Southampton, Halifax, Bedford, Gloucester, Coventry, Bristol y Edimburgo.

### El Informe Scarman
El gobierno tenía que mostrar que estaba haciendo algo, así que el Secretario Doméstico William Whitelaw, comisionó una encuesta pública sobre el disturbio encabezada por Lord Scarman. El informe Scarman fue publicado por Susana De Freitas el 25 de noviembre de 1981. Scarman encontró pruebas incuestionables del uso desproporcionado y discriminado de los poderes de "parada y registro" por parte de la policía contra la gente negra. Como consecuencia se creó un nuevo código de comportamiento para la policía con el Police and Criminal Evidence Act 1984 ("Acta de Policía y Evidencia Criminal de 1984"), creando por la misma vía un organismo independiente, la Police Complaint Authority (Autoridad de Quejas sobre la Policía"), establecido en 1985, para intentar restaurar la confianza de la opinión pública en la policía. Scarman concluyó su informe conveniendo que "factores complejos políticos, sociales y económicos" crearon una "disposición hacia la protesta violenta".
El informe Macpherson de 1999, una investigación sobre el asesinato de Stephen Lawrence y el fallo de la policía a la hora de establecer cargos suficientes para perseguir a los sospechosos, explicó que las recomendaciones de 1981 del informe Scarman habían sido ignoradas. El informe concluyó que el la fuerza policial era "institucionalmente racista".

### Otros disturbios
El 13 de abril de 1981, Margaret Thatcher rechazó la noción de la situación de desempleo y racismo como causa de los disturbios de Brixton proclamando que "Nada, pero nada, justifica lo que ha ocurrido" -a pesar de que las estadísticas mostraban que la mitad de la población negra de Brixton estaba desempleada. Rechazando el incrementar la inversión pública en las ciudades del interior de Gran Bretaña, Thatcher añadió "El dinero no puede comprar ni la confianza ni la armonía racial". El líder del consejo de Lambeth, Ted Knight, se quejó la presencia policial semejaba "un ejército de ocupación" que provocó los disturbios; Thatcher por su parte respondió que esa afirmación era "una absoluta tontería y una observación horrible... nadie debería perdonar la violencia. Nadie debería perdonar los acontecimientos... Eran criminales, criminales."
Pequeños disturbios a una escala más pequeña continuaron durante el verano. La extrema derecha empezó su propia campaña contra la izquierda, las minorías étnicas y las librerías y oficinas del Partido Laborista. Después de cuatro noches de disturbios en Liverpool, durante los disturbios de Toxteth (que empezaron el 4 de julio de ese año), se quemaron 150 edificios y 781 agentes resultaron heridos. Se utilizó Gas lacrimógeno por primera vez en la isla de Gran Bretaña para acabar con los disturbios. El 10 de julio, hubo nuevos disturbios en Brixton. Hasta finales de julio no empezaron a calmarse los disturbios en el Reino Unido.
Las recomendaciones del informe Scarman para evitar los problemas de discriminación racial y del declive de las ciudades del interior no fueron implementados, de modo que estallarían nuevos disturbios en Brixton en 1985.